# Marton (Nuova Zelanda)
Marton è una città situata nella regione di Manawatu-Wanganui sull'Isola del Nord della Nuova Zelanda.

## Geografia fisica
Marton sorge nella valle del fiume Rangitikei a circa 37 chilometri a sud-est di Wanganui.